# Cardiocondyla sekhemka
Cardiocondyla sekhemka är en myrart som beskrevs av Bolton 1982. Cardiocondyla sekhemka ingår i släktet Cardiocondyla och familjen myror. Inga underarter finns listade.